# هنکوک ویتنی
هنکوک ویتنی (انگلیسی: Hancock Whitney) شرکت خدمات مالی و بانکداری آمریکایی است، که در سال ۱۸۹۹ تأسیس شد.